# Kommunalvalet i Stockholm 2018
Kommunalvalet i Stockholms 2018 hölls den 9 september 2018, samtidigt som riksdags- och landstingsvalet, för att välja 101 ledamöter till Stockholms kommunfullmäktige.

## Resultat
Spärren till Stockholms kommunfullmäktige var 3% av rösterna.    
| Parti                | Parti                    | Röster  | Röster   | Röster | Mandatfördelning | Mandatfördelning |
| Parti                | Parti                    | Antal   | %        | +− %   | Antal            | +−               |
| -------------------- | ------------------------ | ------- | -------- | ------ | ---------------- | ---------------- |
|                      | Socialdemokraterna       | 137 974 | 22,30 %  | ▲0,34  | 23               | ▼1               |
|                      | Moderata samlingspartiet | 129 725 | 20,98 %  | ▼6,18  | 22               | ▼6               |
|                      | Vänsterpartiet           | 80 592  | 13,03 %  | ▲4,10  | 13               | ▲3               |
|                      | Liberalerna              | 62 271  | 10,07 %  | ▲1,79  | 10               | ▲1               |
|                      | Miljöpartiet de Gröna    | 51 531  | 8,33 %   | ▼5,99  | 9                | ▼7               |
|                      | Sverigedemokraterna      | 49 238  | 7,96 %   | ▲2,81  | 8                | ▲2               |
|                      | Centerpartiet            | 48 786  | 7,89 %   | ▲3,20  | 8                | ▲5               |
|                      | Kristdemokraterna        | 31 198  | 5,05 %   | ▲1,77  | 5                | ▲3               |
|                      | Feministiskt Initiativ   | 20 387  | 3,30 %   | ▼1,34  | 3                | ▬ 0              |
|                      | Övriga partier           | 6 676   | 1,08 %   | ▼0,49  | —                | —                |
| Antal giltiga röster | Antal giltiga röster     | 618 278 | 100,00 % | —      | 101              | —                |
| Valdeltagande        | Valdeltagande            | 623 306 | 83,52 %  | ▲1,39  |                  |                  |